# Uscana giraulti
Uscana giraulti är en stekelart som först beskrevs av Soyka 1934.  Uscana giraulti ingår i släktet Uscana och familjen hårstrimsteklar. Inga underarter finns listade i Catalogue of Life.